# Musculus subcostalis
A musculus subcostalis egy izom az ember hátában (kép nem áll rendelkezésre).

## Eredés, tapadás, elhelyezkedés
Fentről az alsó hat bordán ered és kettővel vagy hárommal lejjebb lévő bordákon tapad.

## Funkció
Süllyeszti az alsó bordákat.

## Beidegzés
A nervus intercostalis idegzi be.